# Paectes oculatrix
Paectes oculatrix är en fjärilsart som beskrevs av Achille Guenée 1852. Paectes oculatrix ingår i släktet Paectes och familjen nattflyn. Inga underarter finns listade i Catalogue of Life.